# Palaia
Palaia település Olaszországban, Toszkána régióban, Pisa megyében. Lakosainak száma 4523 fő (2023. január 1.). Palaia Montaione, Montopoli in Val d'Arno, Peccioli, Pontedera, San Miniato és Capannoli községekkel határos.

## Népesség
A település lakossága az elmúlt években az alábbi módon változott:
| Lakosok száma | 4603 | 4542 | 4523 |
|               | 2017 | 2018 | 2023 |